# (6187) Kagura
(6187) Kagura est un astéroïde de la ceinture principale.

## Description
(6187) Kagura est un astéroïde de la ceinture principale. Il fut découvert le 2 septembre 1988 à La Silla par Henri Debehogne. Il présente une orbite caractérisée par un demi-grand axe de 3,13 UA, une excentricité de 0,18 et une inclinaison de 1,9° par rapport à l'écliptique.